# Mama Africa (Peter Tosh)
| Recensione       | Giudizio     |
| ---------------- | ------------ |
| AllMusic         | [ 1 ]        |
| Robert Christgau | B            |
| Sputnikmusic     | 4.5 (Superb) |

Mama Africa è il sesto album in studio di Peter Tosh, pubblicato (prima pubblicazione) dall'etichetta discografica Intel Diplo Records (ed in seguito dalla EMI Records) nel 1983.

## Tracce
Lato A
1. Mama Africa – 7:56 (Peter Tosh)
2. Glasshouse – 5:52 (Peter Tosh)
3. Not Gonna Give It Up – 5:48 (Peter Tosh)
4. Stop That Train – 3:59 (Peter Tosh)

Lato B
1. Johnny B. Goode – 4:03 (Chuck Berry)
2. Where You Gonna Run – 4:07 (Donald Kinsey, Ralph Kinsey)
3. Peace Treaty – 4:19 (Peter Tosh)
4. Feel No Way – 3:27 (Peter Tosh)
5. Maga Dog – 4:24 (Peter Tosh)

Edizione CD del 2002, pubblicato dalla EMI Records
1. Mama Africa – 7:55 (Peter Tosh)
2. Glass House – 5:51 (Peter Tosh)
3. Not Gonna Give It Up – 5:47 (Peter Tosh)
4. Stop That Train – 3:59 (Peter Tosh)
5. Johnny B. Goode – 4:02 (Chuck Berry)
6. Where You Gonna Run – 4:07 (Donald Kinsey, Ralph Kinsey)
7. Peace Treaty – 4:20 (Peter Tosh)
8. Feel No Way – 3:26 (Peter Tosh)
9. Maga Dog – 4:24 (Peter Tosh)
10. Johnny B. Goode – 6:57 (Chuck Berry) – Bonus Track - Long Version
11. Where You Gonna Run – 6:34 (Donald Kinsey, Ralph Kinsey) – Bonus Track - Long Version
12. Mama Africa – 3:55 (Peter Tosh) – Bonus Track - 7" Version

## Musicisti
Mama Africa / Glass House /  Not Gonna Give It Up / Johnny B. Goode / Where You Gonna Run / Maga Dog
- Peter Tosh - voce solista, clavinet, accompagnamento vocale - cori
- Donald Kinsey - chitarra solista, accompagnamento vocale - cori
- Stevie Golding - chitarra ritmica
- Keith Sterling - pianoforti
- Robbie Lyn - organo
- Peter Couch - tastiere (OBX)
- Byron Allred - tastiere (prophet)
- Libert Gibby Morrison - basso
- Carlton Santa Davis - batteria
- Scully Sims - percussioni
- Sticky Thompson - percussioni
- Betty Wright - accompagnamento vocale - cori
- Dorrett Myers - accompagnamento vocale - cori
- Pam Hall - accompagnamento vocale - cori
- Audrey Hall - accompagnamento vocale - cori
- Raymond Hall - accompagnamento vocale - cori
- The Tamlins (gruppo vocale) - accompagnamento vocale - cori
- Dean Fraser - sassofono (brani: Not Gonna Give It Up, Stop That Train e Feel No Way)
- Ronald Nambo Robinson - trombone (brani: Not Gonna Give It Up, Stop That Train e Feel No Way)
- David Madden - tromba (brani: Not Gonna Give It Up, Stop That Train e Feel No Way)
- Arnold Brackenridge - tromba (brani: Not Gonna Give It Up, Stop That Train e Feel No Way)
- Junior Chico Chin - tromba (brani: Not Gonna Give It Up, Stop That Train e Feel No Way)
- Clive Hunt - arrangiamenti strumenti a fiato (brani: Not Gonna Give It Up, Stop That Train e Feel No Way)
- Darryl Thompson - chitarra solista (brani: Stop That Rain, Peace Treaty e Feel No Way)
- Micky Mao Chong - chitarra ritmica (brani: Not Gonna Give It Up, Stop That Train e Feel No Way)
- Robbie Shakespeare - basso (brani: Not Gonna Give It Up, Stop That Train e Feel No Way)
- Sly Dunbar - batteria (brani: Not Gonna Give It Up, Stop That Train e Feel No Way)
- Sticky Thompson - percussioni (brani: Not Gonna Give It Up, Stop That Train e Feel No Way)
- Scully Sims - percussioni (brani: Not Gonna Give It Up, Stop That Train e Feel No Way)

Note aggiuntive
- Peter Tosh - produttore (per la Intel-Diplo Enterprise Inc.)
- Chris Kimsey - produttore (per la Wonderknob LTD)
- Registrazioni effettuate al Dynamic Sound Studios di Kingston, Jamaica
- Lancelot Maxi McKenzie e Geoffrey Chong - ingegneri delle registrazioni
- Mixato da Peter Tosh e Chris Kimsey
- Remixato da John Jellybean Benitez
- Masterizzato al Masterdisk di New York da Bob Ludwig[6]